# Provincies van Ecuador
Ecuador is onderverdeeld in 24 provincies (provincias). Een provincie is ingedeeld in kantons, die op hun beurt bestaan uit gemeenten.

## Overzicht provincies van Ecuador
| Nr.                                     | Provincie                      | Hoofdstad                    | Oppervlakte  | Inwoners  |
| --------------------------------------- | ------------------------------ | ---------------------------- | ------------ | --------- |
| 1                                       | Azuay                          | Cuenca                       | 7.994,7 km²  | 712.127   |
| 2                                       | Bolívar                        | Guaranda                     | 3.926,0 km²  | 183.641   |
| 3                                       | Cañar                          | Azogues                      | 3.141,6 km²  | 225.184   |
| 4                                       | Carchi                         | Tulcán                       | 3.749,7 km²  | 164.524   |
| 5                                       | Chimborazo                     | Riobamba                     | 6.470,4 km²  | 458.581   |
| 6                                       | Cotopaxi                       | Latacunga                    | 5.984,5 km²  | 409.295   |
| 7                                       | El Oro                         | Machala                      | 5.817,4 km²  | 600.659   |
| 8                                       | Esmeraldas                     | Esmeraldas                   | 15.895,7 km² | 534.092   |
| 9                                       | Galápagos                      | Puerto Baquerizo Moreno      | 8.010,0 km²  | 25.124    |
| 10                                      | Guayas                         | Guayaquil                    | 16.803,2 km² | 3.645.483 |
| 11                                      | Imbabura                       | Ibarra                       | 4.614,6 km²  | 398.244   |
| 12                                      | Loja                           | Loja                         | 10.994,9 km² | 448.966   |
| 13                                      | Los Ríos                       | Babahoyo                     | 7.150,9 km²  | 778.115   |
| 14                                      | Manabí                         | Portoviejo                   | 18.893,7 km² | 1.369.780 |
| 15                                      | Morona-Santiago                | Macas                        | 23.796,8 km² | 147.940   |
| 16                                      | Napo                           | Tena                         | 12.483,4 km² | 103.697   |
| 17                                      | Orellana                       | Puerto Francisco de Orellana | 21.675,1 km² | 136.396   |
| 18                                      | Pastaza                        | Puyo                         | 29.325,0 km² | 83.933    |
| 19                                      | Pichincha                      | Quito                        | 9.465,0 km²  | 2.576.287 |
| 20                                      | Santa Elena                    | Santa Elena                  | 3.762,8 km²  | 308.693   |
| 21                                      | Santo Domingo de los Tsáchilas | Santo Domingo                | 3.805,1 km²  | 368.013   |
| 22                                      | Sucumbíos                      | Nueva Loja                   | 18.008,3 km² | 176.472   |
| 23                                      | Tungurahua                     | Ambato                       | 3.369,4 km²  | 504.583   |
| 24                                      | Zamora-Chinchipe               | Zamora                       | 10.456,3 km² | 91.376    |
| Bronnen: oppervlakte en inwoners (2010) |                                |                              |              |           |

| Kaart                  |
| ---------------------- |
| Provincies van Ecuador |
| Provincies van Ecuador |